# カルパ・スートラ

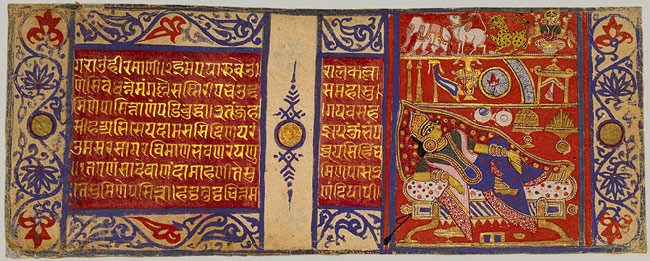
カルパ・スートラより、デーヴァーナンダーが14種類の夢を見る。マハーヴィーラははじめバラモンのデーヴァーナンダーの胎内に入るが、クシャトリヤのトリシャラーから生まれる

『カルパ・スートラ』（Kalpa-sūtra）は、ジャイナ教の経典のひとつで、とくにマハーヴィーラの生涯や他のティールタンカラについて記していることで知られる。

## 概要
『カルパ・スートラ』は、ジャイナ教シュヴェーターンバラ派（白衣派）の正典であるアーガマのうち、チェーヤ・スッタ（戒律部）の経典のひとつである『アーヤーラダサーオー』の第8章に含まれている。作者はバドラバーフ（紀元前300年ごろ）と伝えられる。
伝承によれば、ドゥルヴァセーナ王が息子を亡くしたとき、王をなぐさめるために読まれたと言われる。
3部から構成される。第1部「ジナ・チャリヤ」はマハーヴィーラの生涯を記す。マハーヴィーラに先だつ23人のティールタンカラについても記すが、パールシュヴァ、ネーミナータ、リシャバについての簡単な記述があるだけで、それ以外の20人については名前と時代を記すのみである。
第2部「テーラーヴァリー」はマハーヴィーラの高弟と、それ以降の教団長の系譜について記す。その最後にはマハーヴィーラ没後980年または993年にヴァラビー（現グジャラート州）で行われた聖典結集を指導したとされるデーヴァルッディの名が見えており、そこからこの書物が書かれた時代を推定できる。
第3部「サーマーヤーリー」は雨季における戒律を規定する。

## 翻訳
1848年にスコットランド国教会の宣教師であるジョン・スティーヴンソン（1798-1858年）によって英語に翻訳された（第1部のみ）。この翻訳はジャイナ教プラークリット文献の初めての西洋語訳という歴史的意義があるものの、翻訳は不完全である。
- Stevenson, J. (1848). The Kalpa Sútra, and Nava Tatva: Two works illustrative of the Jain religion and philosophy. London

1884年にヘルマン・ヤコービによって英語に翻訳されたものは東方聖典叢書に含まれている。
- Jacobi, Hermann (1884). Gaina Sûtras: Part I. The Sacred Books of the East. XXII. Oxford: Clarendon Press

日本語訳は『世界聖典全集』に収録されている（マハーヴィーラの生涯の部分のみ）。
- バドラバーフ 著、鈴木重信 訳「聖行経」『耆那教聖典』世界聖典全集刊行会〈世界聖典全集 前輯 第7巻〉、1920年、101-148頁。

『ジャイナ教聖典選』にも「ジナ・チャリヤ」の翻訳（抄訳）を含む。
- 河﨑豊・藤永伸 編、藤本有美 訳「『ジナチャリヤ』（抄）―誕生から入滅まで」『ジャイナ教聖典選』国書刊行会、2022年、369-408頁。ISBN 9784336073914。